# Adam Zygmunt Konarski
Adam Zygmunt Konarski, herbu Ossoria albo Kolczyk (ur. 11 października 1634 w Tucznie (?), zm. 8 listopada 1685) – polski kanonik, prałat, kustosz katedralny, sekretarz królewski, kantor katedralny, prepozyt, administrator generalny diecezji warmińskiej, współpracownik i doradca biskupa Jana Stefana Wydżgi.

## Życiorys
Był synem wojewody malborskiego Samuela oraz jego trzeciej żony, Izabeli z Karkowskich. Przed 1665 uzyskał tytuł kanonika płockiego, a także sekretarza królewskiego. 18 grudnia 1665 mianowano go kanonikiem warmińskim (stanowisko to formalnie objął 23 stycznia 1666). 20 stycznia 1669 uzyskał tytuł kantora katedralnego fromborskiego. Miał duże wpływy u biskupa Jana Wydżgi. Ściśle z nim współpracował, a także mu doradzał. W maju 1669 towarzyszył Wydżdze w podróży do Warszawy na elekcję Michała Korybuta Wiśniowieckiego. 18 sierpnia 1671 został kustoszem katedralnym warmińskim i objął prałaturę. Prawdopodobnie uczestniczył wraz z Wydżgą w elekcji króla Jana III Sobieskiego, a w styczniu 1676 obaj udali się do Krakowa na koronację Sobieskiego. 4 lutego 1678 został prepozytem kapituły we Fromborku. 

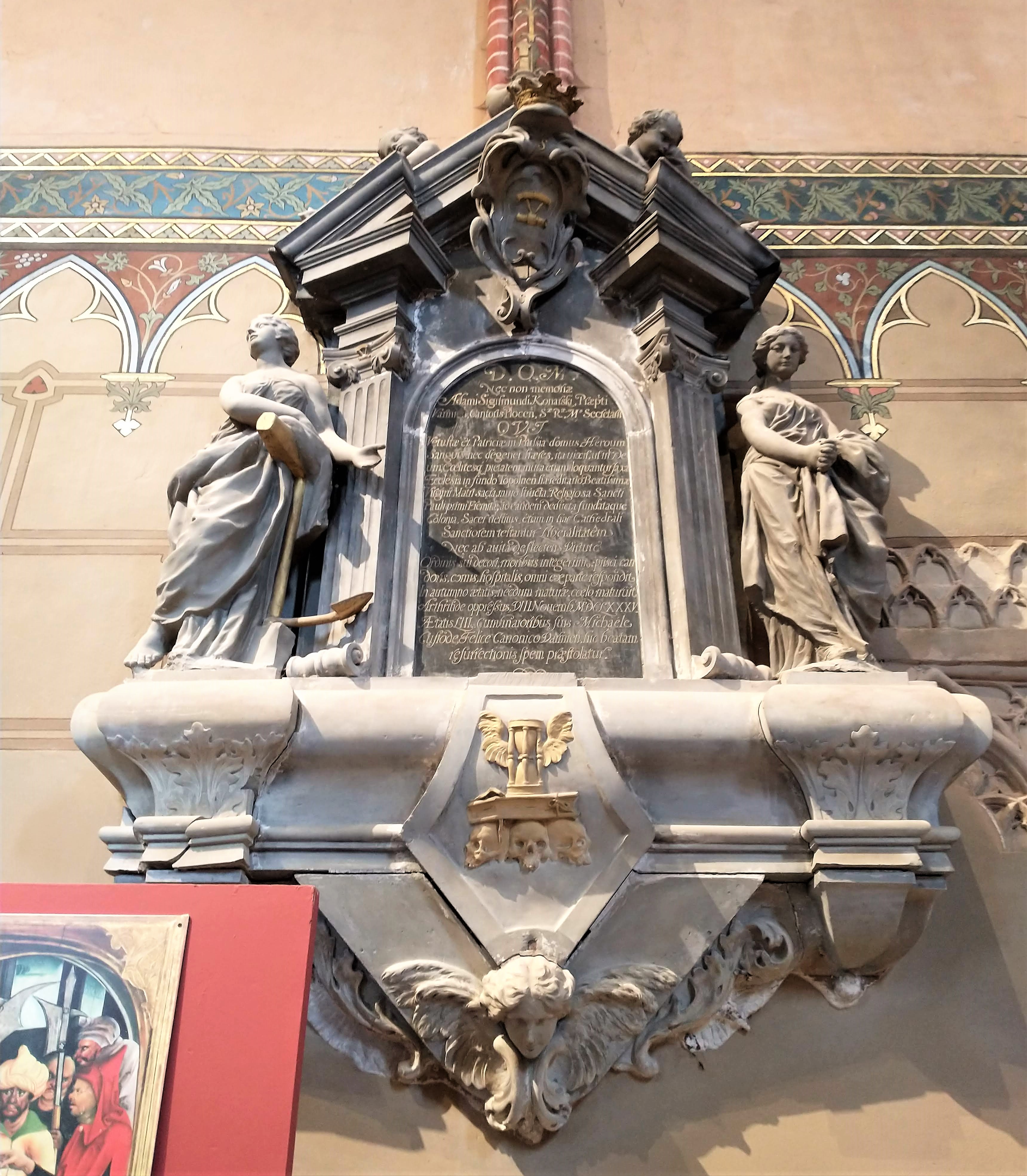
Nagrobek w katedrze we Fromborku

W 1677-1679 Wydżga dużą część czasu spędzał poza granicami Warmii. W tych okresach zarządzał diecezją Konarski, jako jego zastępca. 4 lutego 1679 przewodniczył sejmikowi warmińskiemu, obradującemu w kwestiach militarnych i zwołującemu pospolite ruszenie (agresja elektora szwedzkiego). 13 października 1679 kapituła wybrała go na administratora generalnego (sede vacante) diecezji warmińskiej. Rola, jaką pełnił na Warmii w czasach w czasach biskupstwa Wydżgi, była bardzo znacząca. Po objęciu diecezji przez Michała Radziejowskiego jego wpływy uległy znacznemu ograniczeniu.
W testamencie przeznaczył duże sumy dla kształcącej się młodzieży z terytorium Warmii.

## Rodzina
Miał rodzeństwo: Katarzynę Powalską; Andrzeja Konarskiego, Zofię Konarską, Helenę Konstancję Korycką-Sumińską, Mikołaja Stanisława Konarskiego (starostę kiszewskiego), Jana Konarskiego, Michała Konarskiego oraz Samuela III Konarskiego. 